# Вашуленко, Николай Самойлович
Вашуленко Николай Самойлович (род. 1 июня 1941, с. Дмитровка Бородянского района Киевской области) — советский языковед, методист, доктор педагогических наук с 1992, профессор с 1993, действительный член Национальной академии педагогических наук Украины с 1995. Главный научный сотрудник Института педагогики НАПН Украины. Почетный гражданин Глухова.

## Биография
Окончил в 1961 Глуховский педагогический институт, в 1972 — филологический факультет Киевского педагогического института.
Работал учителем, воспитателем в школах-интернатах городов Шепетовки (Хмельницкая область), Бучи (Киевская область).
В 1972—1994 — научный сотрудник НИИ педагогики Украины, с декабря 1995 — главный ученый секретарь АПН Украины.

## Научная деятельность
Научная деятельность связана с методикой обучения украинского языка в начальные школе.
Основные работы:
- «Орфоэпия и орфография в 1-3 классах» (1982),
- «Методика преподавания украинского языка. Учебное пособие для педучилищ» (1989, в соавт.),
- «Совершенствование содержания и методики обучения украинского языка в 1-4 классах» (1991).

Соавтор «Букваря» (1997) и учебников «Родная речь» для 1-4 классов.

## Государственные награды
- Государственная премия Украины в области образования 2011 года — в номинации «общее среднее образование» за цикл работ «Новая начальная школа» (в составе коллектива)[1]